# Lola Créton

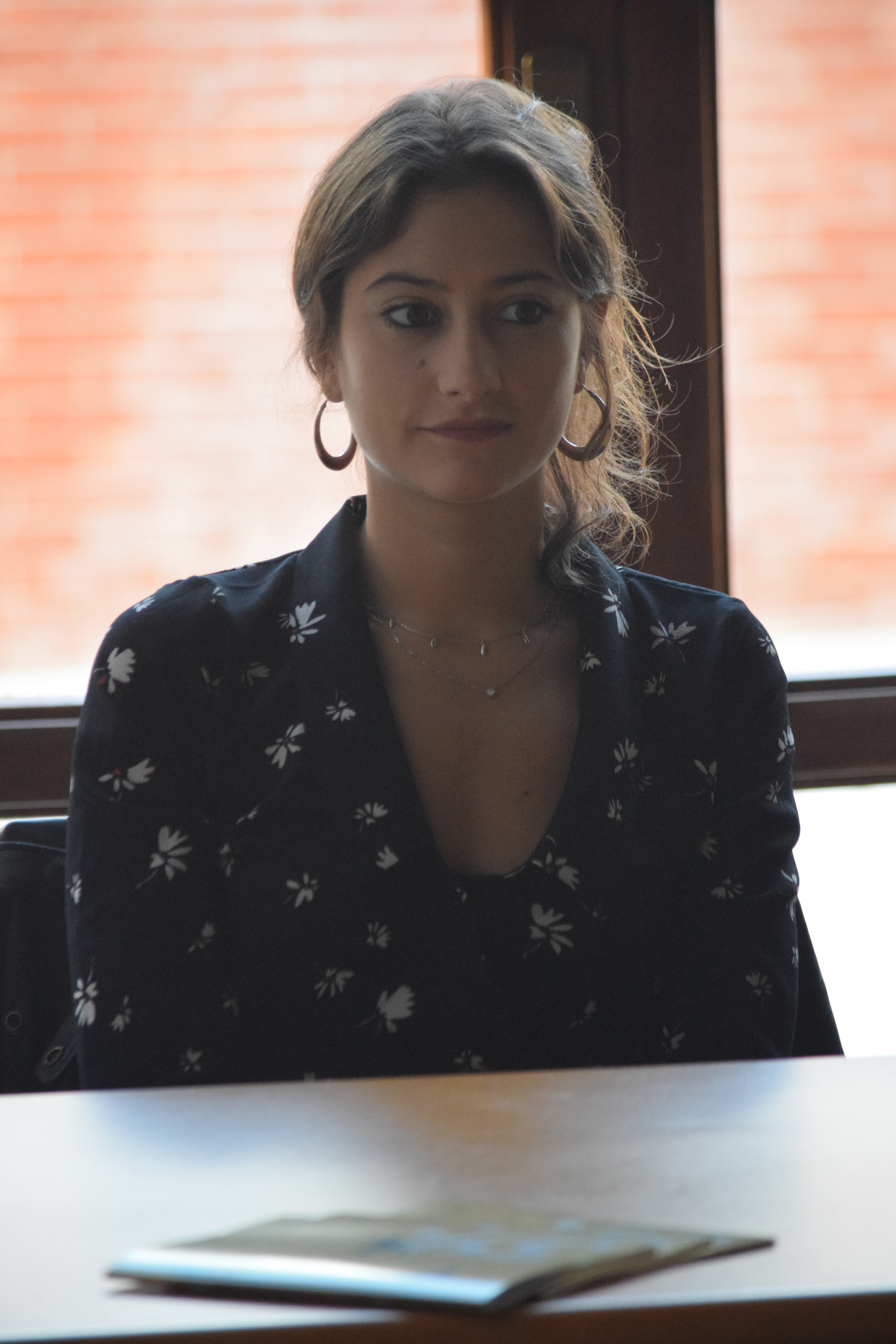
Lola Créton alla conferenza stampa dell'Efebo D'Oro, edizione del 2017, tenutosi ai Cantieri Culturali alla Zisa di Palermo.

Lola Créton (Parigi, 16 dicembre 1993) è un'attrice francese.

## Biografia
Créton iniziò la sua carriera nel 2004 con il cortometraggio Imago. Successivamente apparve in La camera dei morti (2007), nel ruolo di Eléonore, e in I ragazzi di Timpelbach (2008), nei panni di Mireille Stettner. È nota soprattutto per il ruolo di Marie-Catherine in Barbe bleue (2009), per quello di Camille in Un amore di gioventù (2011) e per quello di Christine in Qualcosa nell'aria (2012).

## Filmografia

### Cinema
- Imago, regia di Aline Ahond (2004) - cortometraggio
- La camera dei morti (La Chambre des morts), regia di Alfred Lot (2007)
- I ragazzi di Timpelbach (Les Enfants de Timpelbach), regia di Nicolas Bary (2008)
- Barbe bleue, regia di Catherine Breillat (2009)
- Malban, regia di Elodie Bouedec (2009)
- En ville, regia di Valérie Mréjen e Bertrand Schefer (2011)
- Un amore di gioventù (Un amour de jeunesse), regia di Mia Hansen-Løve (2011)
- Qualcosa nell'aria (Après mai), regia di Olivier Assayas (2012)
- Les Salauds, regia di Claire Denis (2013)
- Disparue en hiver, regia di Christophe Lamotte (2014)
- Deux, regia di Anne Villacèque (2015)
- Corniche Kennedy, regia di Dominique Cabrera (2016)
- Les Garçons sauvages, regia di Bertrand Mandico (2017) - doppiatrice
- Incroci sentimentali (Avec amour et acharnement), regia di Claire Denis (2022)

### Televisione
- Louis Page, serie TV (2007)
- Hollyoaks Later, serie TV (2012)

## Doppiatori italiani
Nelle versioni in italiano dei film in cui appare, Créton è stata doppiata da:
- Valentina Favazza in Un amore di gioventù
- Annalisa Longo in Qualcosa nell'aria